# Notholaena geraniifolia
Notholaena geraniifolia är en kantbräkenväxtart som beskrevs av St.-hil. och Charles Alfred Weatherby. Notholaena geraniifolia ingår i släktet Notholaena och familjen Pteridaceae. Inga underarter finns listade.